# アリババグループ
アリババグループ（簡体字中国語: 阿里巴巴集团、英語: Alibaba Group Holding Limited）は、中華人民共和国を代表する世界的なテクノロジー企業であり、持株会社。本社は浙江省杭州市。日本のソフトバンクグループが筆頭株主であり、同社の持分適用会社であったが、2022年に株式の一部を売却したことによりソフトバンクグループの持分適用会社から外れた。
1999年の創立以来、企業間電子商取引（B2B）のオンライン・マーケット（www.alibaba.com、china.alibaba.com、www.alibaba.co.jp）を運営しており、240あまりの国家・地域にて5340万以上の会員のほか、5つの子会社を保有している。
日本ではアリババグループ、もしくはアリババとして報道されることが多い。

## 概要
1999年6月28日創業。企業間電子商取引をサポートするマッチングサイト「阿里巴巴（Alibaba.com; アリババ・コム）」が多くの会員を集め瞬く間に急成長。以降、電子商取引サイト「淘宝網（Taobao.com）」、検索サイト「Yahoo!中国雅虎」、電子マネーサービス「支付宝（Alipay）」、ソフトウェア開発会社「阿里軟件（Alisoft）」（現在はアリババドットコムとアリババクラウドコンピューティングに合併） などの会社を設立または買収し傘下に収める。国際的な知名度を高めたのは、2005年に行ったYahoo!中国の買収案件を成立させてからであり、その際にアメリカYahoo!はアリババグループの株を入手し、筆頭株主となった。
創業者は馬雲。アメリカ検索サイト大手ヤフーの創業者ジェリー・ヤン、ソフトバンクの孫正義と交流があり、2007年にはソフトバンク取締役に就任した。アリババはソフトバンクにとって最も成功した投資案件とされ、2016年のソフトバンクのアリババ株一部売却後も馬と孫は互いにソフトバンクとアリババの取締役を兼任してSBクラウドの共同設立やソフトバンクロボティクスホールディングスへの出資など提携関係を継続している。
2007年11月6日に阿里巴巴網絡有限公司（アリババ・ドットコム）を香港証券取引所のメインボードに上場。2012年6月10日、アリババ・グループによる株式公開買付けにより、香港証券取引所の上場を廃止。買付け価格は、上場公募時の価格と同じ一株13.50香港ドルであった。
2014年、ロスチャイルドを財務アドバイザーに起用し、2014年9月19日にニューヨーク証券取引所に上場し、サウジアラムコに抜かれるまで250億ドルという当時史上最大のIPOとして話題を呼んだ。上場の準備段階でフィデリティ・インベストメンツを自社の金融仲介に参加させていた。2015年、スナップチャットに2億ドルを出資したと報じられる。
2015年からスポーツ事業にも乗り出し、トヨタ自動車に代わり2022年までの8年契約でFIFAクラブワールドカップの冠スポンサーに就いている。さらに2018年より2028年までの10年契約で国際オリンピック委員会（IOC）の13社目（トヨタなどに続く）のワールドワイドパートナーとなることも発表され、これにより韓国の2018年平昌オリンピック、日本の2020年東京オリンピック、中国本国の2022年北京オリンピックなどのスポンサーとなり、アリババは五輪開催都市の交通や会場などをクラウドで制御する計画を発表しており、AIで都市を管理統制する「城市大脳」（シティブレイン）のモデル都市である杭州では交通渋滞の解消や当局による犯罪容疑者の逮捕などに成功している。子会社のアリスポーツはeスポーツの振興に力を入れており、アジアオリンピック評議会（OCA）と提携して中国で行われる2022年アジア競技大会でメダル種目にすることを発表し、独自大会ではワールド・エレクトロニック・スポーツ・ゲームズも主催している。
電子決済でのシェアは中国国内屈指のシェアであり、2018年3月にはインド電子決済最大手のペイティーエムに巨額の出資をアリババの関連会社とともに行っており、インドでの高額紙幣廃止を追い風にシェアを拡大している。なお、アリババと提携しているソフトバンクも同企業に出資してアリババと並ぶ大株主となっており、両社はスナップディールにも巨額出資している。2016年4月には東南アジアのEコマース最大手ラザダグループを買収した。また、米決済サービス大手のマネーグラムとも買収で合意するも米国の規制当局から認可されなかった。
2016年、3月期の決算で、傘下のサイトで売り買いされた流通総額は前年比27％増の4850億米ドル（約51.9兆円）だった。米ウォルマート、米コストコ、仏カルフールを上回り、初めて世界最大の小売企業・流通企業となった。営業利益が前年同期比26％増の291億元（約4800億円）。スマートフォン経由でのネット通販が伸び、増収増益が続いた。売上高は同33％増の1011億元（約1兆6671億円）。15年11月に実施した大規模セールの取引額が912億元と14年より6割増えたほか、スマートフォン経由での売上高も2.8倍に増えた。通期の総取引額は同27％増の3兆920億元（約49兆8121億円）。投資収益などが膨らみ、最終利益は同2.9倍の712億元（約1兆1740億円）。時価総額ではテンセントを抜いてアジア最大の企業にもなった。
2019年9月10日に創業者の馬雲が会長職を退任、2020年9月30日に取締役を退任。
2019年11月26日、ニューヨーク証券取引所に加えて香港証券取引所にも株式上場。
2020年12月、独占禁止法に違反する疑いで中国当局による調査を受け、2021年4月10日に約182億元の罰金を科された。その遠因は、馬雲元会長が習近平政権と対立する江沢民元中国共産党総書記の上海派に近いと言われてきた。

## 主なサービス
Alibaba.com
アリババ国際サイトは、世界貿易B2Bのオンライン・マーケットプレイス。製品を持った企業（サプライヤー）がAlibaba.com上に自社のページを持ち、製品を掲載することで、世界のバイヤーへ自社製品を紹介、新たな取引先を世界中から探すことができる。広告媒体、マーケティングツールとしても活用することが可能。世界中の企業と情報交流を行うことで、世界に対してマーケティングリサーチを行うことができる。同業他社の価格や製品の品質などの情報を収集し自社の製品に反映したり、バイヤーとのコミュニケーションを通して新たな製品の開発のための意見を集めることができる。
バイヤー企業は掲載されている製品を検索し、仕入れたい製品を見つけた際に、サプライヤー企業へサイト内のチャット機能、電子メールなどを利用して問い合わせを行う。その後、双方での取引交渉を経て、製品を売買する。インターネットを利用することで世界間で企業同士のマッチングができ、商社を通さずに輸出入を行うことができるため、中小企業の世界販路開拓支援を行っているサイト。アクセス数は月間60億PVを超え、そのうちの大多数が中国その他の主要製造国の売り手をサーチし取引を行う世界のバイヤーと輸入業者。アリババ国際サイトは、240余りの国家と地域から1,492万以上の登録ユーザーを保持している。
1688.com
アリババ中国サイトは、中国国内貿易B2B（企業間電子商取引）中国語オンライン・マーケット。アリババ中国サイトは4,180万以上の登録ユーザーを保有しており、ユーザーは定期的に商談、商品検索をしており、ビジネスを行う中小企業が信頼を寄せるオンライン・コミュニティ及びオフライン・コミュニティとなっている。
天猫（Tモール）
中国国内向けの個人向け電子商取引サイト。詐欺や不良品・偽造品対策として支付方に注文者がお金を預け、注文者が配送された商品を納得したのを確認してから支付宝が出品者にお金を渡すシステムになっている。ユーザーが付ける出品者に対する満足度がアフターサービスや商品の質など細かい項目毎になっているのも特徴である。11月11日は天猫主導の半額セールが行われるのが恒例となっている。
AliExpress.com
2010年に設立された、中国国外の消費者向け電子商取引サイト。
淘宝網（taobao）
2003年に設立された、アジア最大の消費者向け電子商取引・ウェブサイト。会員数2.1億人以上、中国での消費者向け電子商取引サイトでは80％のシェアを占めている。
Alibaba Cloud（阿里雲）
クラウド・コンピューティングサービスを提供するために、2009年9月に設立。東南アジア地域を中心に拡大を行っている。日本国内では2016年12月よりサービスの提供が本格的に開始。
Youku
動画配信
大麦
チケット販売
盒马
スーパーマーケット
中国Yahoo!
中国国内における検索エンジンとオンライン・コミュニティサービス。2013年9月1日に閉鎖。
虾米音乐
2021年2月5日0時、サービス終了

### アントグループ
アントグループはアリババグループの関連会社。株式の所有比率は50%未満であり子会社ではない。
Alipay（支付宝）
2003年にサービス開始。中国消費者向けオンライン支払いサービス最大手。2017年の会員数4.5億人以上。オンライン決済のほか、実店舗でのスマートフォン決済サービス、公共料金の支払いなどにも利用されている。2017年の春節には日本国内でも約2万店で利用可能となった。

## 沿革
- 1999年6月28日[1] - 中国浙江省杭州市にて設立
- 2000年10月 - 国際貿易を中心とする中国企業向けに「ゴールド・サプライヤー」会員サービス開始
- 2001年8月 - 中国国内販売を中心とする企業向けに「トラスト・パス」サービス開始
- 2002年8月 - 海外企業向けに「インターナショナル・トラスト・パス」サービス開始
- 2004年 - 登録会員数600万を突破
- 2005年 - 登録会員数1000万を突破
- 2006年 - 登録会員数2000万を突破
- 2007年 - 7年連続『Forbes』誌の最優秀B2Bウェブサイトに選出される
- 2007年7月 - アメリカの「FORTUNE」誌の『グローバルな経営者向けベストウェブサイト』に選出される
- 2007年11月6日 - 香港証券取引所に阿里巴巴網絡有限公司（アリババ・ドットコム）を上場、時価総額2兆円を超える[41]
- 2012年6月10日 - 阿里巴巴網絡有限公司の香港証券取引所の上場廃止[42]
- 2014年9月19日 - 阿里巴巴集团が米ニューヨーク証券取引所に上場[43]
- 2019年9月10日 - 創業者の馬雲が会長職を退任[34]
- 2019年11月26日 - 阿里巴巴集团が香港証券取引所に上場[36]